# Groupie (låt)
Groupie är en låt skriven av Anton Hård af Segerstad, Maria Smith, Kevin Högdahl, Victor Thell, och framförd av Samir & Viktor i Melodifestivalen 2015, där bidraget gick vidare från deltävlingen den 14 februari 2015. I finalen slutade den på åttonde plats.

## Listplaceringar
| Lista (2015) | Topplacering |
| ------------ | ------------ |
| Sverige      | 3            |

### Fotnoter
1. ↑  ”Här är artisterna i Melodifestivalen”. Dagens nyheter. 14 februari 2015. http://www.dn.se/kultur-noje/har-ar-artisterna-i-melodifestivalen/. Läst 4 juli 2015.
2. ↑  Emma Petersson (14 mars 2015). ”Måns Zelmerlöw är vinnaren i Melodifestivalen 2015”. Sveriges Television. http://www.svt.se/melodifestivalen/mans-zelmerlow-ar-vinnaren-i-melodifestivalen-2015. Läst 4 juli 2015.
3. ↑  ”Groupie”. Swedishcharts. 26 februari 2015. http://swedishcharts.com/showitem.asp?interpret=Samir+%26+Viktor&titel=Groupie&cat=s. Läst 4 juli 2015.